# Добри Даскалов
Добри Захариев Даскалов е български революционер, деец на Вътрешната македоно-одринска революционна организация.

## Биография
Роден е в 1884 година в Кавадарци, тогава в Османската империя. Брат е на протестантския деец и учител Владимир Даскалов. Завършва II клас в Кавадарската българска прогимназия и учи в Американския колеж в Самоков, където участва в Тайния революционен кръжок „Трайко Китанчев“. В 1901 година, без да завърши гимназията, влиза в четата на Яне Сандански и Христо Чернопеев и участва в опита да се залови за откуп горноджумайския бей. В 1902 година участва в аферата „Мис Стоун“. Избран е за делегат на Солунския конгрес от 1903 година, но не успява да присъства. В началото на 1903 година пренася оръжие през Кюстендилския пункт от Свободна България за Македония.
По време на Илинденско-Преображенското въстание действа в родния си Тиквеш с четата на Петър Самарджиев. След въстанието поради дадената амнистия се връща в Кавадарци, но е арестуван и лежи в изолирана килия в затвора 7 месеца. След освобождението си става нелегален и през пролетта на 1904 година действа в Тивешко заедно с Петър Юруков, Душко Желев и Петър Самарджиев.
В 1904 година е делегат на Прилепския конгрес на Битолския революционен окръг, в 1905 - на Втория солунски окръжен конгрес и на Рилския конгрес, а в 1908 - на Кюстендилския конгрес. Действа като районен войвода, а негови помощници са Васил Пачаджиев с 8 души чета и Дончо Лазаров с 5-8 четници. На 30 юни 1905 година води голямо сражение с турски аскер в Ресава с 18 души срещу 3000 души войска и башибозук. В сражението загиват Ванче Теофов и Яне Гьорето, а Лазо Асията е ранен в крака. Край Шивец се сражава с върховистка чета. След убийството на Петър Самарджиев остава сам войвода в Тиквешко до Хуриета.
| Чета на Добри Даскалов, 4 май 1906 година | Чета на Добри Даскалов, 4 май 1906 година | Чета на Добри Даскалов, 4 май 1906 година | Чета на Добри Даскалов, 4 май 1906 година | Чета на Добри Даскалов, 4 май 1906 година |
| Номер                                     | Име                                       | Селище                                    | Околия                                    | Забележка                                 |
| ----------------------------------------- | ----------------------------------------- | ----------------------------------------- | ----------------------------------------- | ----------------------------------------- |
| 1.                                        | Добри Даскалов                            | Кавадарци                                 | Тиквешка                                  |                                           |
| 2.                                        | Никола Дочев                              | Стара Загора                              |                                           |                                           |
| 3.                                        | Алекс. Филипов                            | Неготино                                  | Тиквешка                                  |                                           |
| 4.                                        | Илия Караджов                             | Кавадарци                                 | Тиквешка                                  |                                           |
| 5.                                        | Илфиядо Иванов                            | Дебрище                                   | Тиквешка                                  |                                           |
| 6.                                        | Гоно Йотев                                | Гявото                                    | Гевгелийска                               |                                           |
| 7.                                        | Мичко Кръстев                             | Лесково                                   | Гевгелийска                               |                                           |
| 8.                                        | Антон Хашек                               | Прага                                     | Чехия                                     | [ 8 ]                                     |

След Хуриета в 1908 година е сред основателите на Народната федеративна партия (българска секция) и член на ръководството ѝ.
Убит е през юни 1912 година по заповед на Тодор Александров. Убийството е организирано от Милан Гюрлуков и е извършено от един пъдарин. Според друга версия е убит от Кръстьо Христов, бивш четник на Даскалов.